# مغيراء
مغيراء أو مغيرا، هو مركز في السعودية من فئة (أ) تابعٌ لمحافظة العلا، التي تتبع لمنطقة المدينة المنورة في السعودية. يقع المركز على بعد (310) كيلو متر شمال المدينة المنورة، وعلى بعد 20 كيلو متر جنوب شرق العلا، وفي الجزء الجنوبي الغربي من محافظة العلا، وعلى بعد 190 كيلو متر جنوب تبوك، تتوسط القرية طريق العلا - خيبر.

## المساحة
تبلغ مساحته (5,224كم²)، وتمثل 17,85% من مساحة المحافظة، ويأتي في المرتبة الأولى في ترتيب مراكز المحافظة حسب المساحة.

## السكان
السكان: يبلغ عدد سكانه (8952) نسمة، ويأتي في المرتبة الأولى.